# Philippe Albert
Pour les articles homonymes, voir Philippe Albert (homonymie) et Albert.
Philippe Albert, né le 10 août 1967 à Bouillon en Belgique, est footballeur international belge reconverti en consultant pour plusieurs médias belges. Il évoluait au poste de défenseur central.

## Biographie
Il commence sa carrière au Standard FC Bouillon, le club de sa ville natale qui évolue dans les séries provinciales luxembourgeoises. 

### Sporting Charleroi
En 1985, à 18 ans, il rejoint le Sporting Charleroi, en Division 1. Il s'y impose vite comme un pion majeur de l'équipe et devient international deux ans plus tard. 

### FC Malines
En 1989, il est recruté par le FC Malines, récent champion de Belgique. Il y devient d'emblée titulaire dans l'axe défensif et découvre la Coupe d'Europe des clubs champions.

### RSC Anderlecht
En 1992, il est recruté par le Sporting Anderlecht. Il remporte en fin d'année le Soulier d'or, trophée qui récompense le meilleur joueur du championnat de Belgique. Avec Anderlecht, il décroche deux titres de champion en deux saisons, réalisant au passage un doublé championnat-Coupe en 1994. 

### Newcastle United
Ses bonnes performances dans la capitale et ses bonnes prestations avec l'équipe nationale  lui permettent de décrocher un transfert vers l'Angleterre, à Newcastle United, qui débourse un montant record pour un joueur belge à l'époque, 2 650 000 £ (environ 4 millions d'euros).
À St James' Park, Philippe Albert s'affirme rapidement comme un joueur important dans la défense anglaise. Il devient une des coqueluches du public en inscrivant un but d'un lob sur Peter Schmeichel, contribuant à la large victoire 5-0 sur Manchester United, la plus large pour le club contre le géant anglais. Il joue quatre saisons pleines à Newcastle, où il jouit d'un statut privilégié auprès de l'entraîneur Kevin Keegan et des supporters, terminant deux fois deuxième du championnat d'Angleterre en 1996 et 1997, chaque fois derrière le Manchester United de David Beckham et Éric Cantona. Après le départ de Keegan en 1997, il perd progressivement sa place dans l'effectif.

### Fin de carrière: prêt à Fulham et retour au Sporting Charleroi
En janvier 1999, il est prêté pour six mois à Fulham, propriété de Mohamed Al-Fayed où il retrouve Kevin Keegan comme entraineur. Il participe au titre de champion d'Angleterre de troisième division.
En fin de contrat en juillet 1999, il décide de revenir en Belgique et retourne à Charleroi. Il y joue une saison minée par des blessures récurrentes, joue son dernier match officiel le 4 décembre 1999 contre l'Eendracht Alost et décide de prendre sa retraite sportive en juin 2000 à l'âge de 32 ans.

### Sélections nationales
Au niveau international, Philippe Albert comptabilise 53 sélections, 41 caps et 5 buts avec l'équipe nationale belge. Il joue son premier match avec les Diables rouges entrainés par Guy Thys le 27 avril 1987 en Irlande (0-0) où il fait partie du quatuor défensif en compagnie d'Eric Gerets, Lei Clijsters et Georges Grün. Il participe notamment à la coupe du monde de 1990 et la coupe du monde de 1994. Il inscrit son premier but pour l'équipe nationale le 25 mars 1992 lors d'un match amical en France (3-3). Il réalise une très bonne Coupe du monde 1994 avec l'équipe nationale (buts inscrits contre les Pays-Bas en phase de groupe et contre l'Allemagne en 8e de finale).

### Reconversion
Dans un premier temps, après sa carrière, Philippe Albert prend totalement ses distances avec le monde du football. Il est engagé dans l'entreprise d'un ami chez "Jacques Remy et Fils", où il est préparateur de commandes en fruits et légumes pour les grandes surfaces.
À partir de 2011, il accepte de participer à quelques émissions de TV en qualité de consultant pour BeTV (ex Canal+ Belgique) et pour la chaîne VOOsport. Le succès est immédiat, le public appréciant son franc-parler et ses analyses simples et précises. Il devient consultant attitré du journaliste Rodrigo Beenkens pour les matchs des "Diables rouges" sur la RTBF. Il participe aussi à Studio Foot : La Tribune sur "La Deux". Il demeure célèbre, en particulier, pour sa fameuse phrase en direct à l'antenne "Je l'ai dit, bordel !", lorsque l'équipe belge bat l'équipe du Japon en huitièmes de finale de la Coupe du monde 2018, après avoir été menée au score.

## Carrière
- 1985-1989 : Sporting de Charleroi  Belgique
- 1989-1992 : FC Malines  Belgique
- 1992-1994 : RSC Anderlecht  Belgique
- 1994-1999 : Newcastle United  Angleterre
  - janvier 1999-1999 : Fulham  Angleterre (prêt)
- 1999-2000 : Sporting de Charleroi  Belgique

## Palmarès

### En club
- Champion de Belgique en 1989 avec le KV Malines, et en 1993 et 1994 avec le RSC Anderlecht.
- Supercoupe de l'UEFA en 1988 avec le KV Malines.
- Vainqueur de la Supercoupe de Belgique en 1993 avec le RSC Anderlecht.
- Vainqueur de la Coupe de Belgique en 1994 avec le RSC Anderlecht.
- Champion de troisième division anglaise en 1999 avec Fulham.
- Vice-champion d'Angleterre en 1996 et 1997 avec Newcastle Utd.
- Tournoi d'Amsterdam (tournoi amical) en 1989 avec KV Malines.
- Trophée Joan Gamper (tournoi amical) en 1989 avec le KV Malines.
- Trophée Jules Pappaert (plus longue série de matchs sans défaite) en 1990 avec le KV Malines.

### En Équipe de Belgique
- 41 fois international belge, 5 buts inscrits.
- Meilleur de sa sélection durant la Coupe du monde de football 1994 avec 2 buts

### Distinctions individuelles
- Soulier d'or belge en 1992.
- Footballeur Pro de l'année en 1992.
- Nomination au Ballon d'or en 1994[3]
- Membre du Greatest Newcastle Utd XI en 2017[4]
- Membre de la meilleure équipe d'Anderlecht de tous les temps élue par la DH en 2020[5]
- Membre de l'équipe "125 ans d’icônes" établie par la RBFA en 2020[6].

## Citations
Avant une rencontre du Royal Antwerp affrontant le RSC Anderlecht, il s'exclame "Attention à l'entorse" au sujet de Miss Anvers 2020. Cette citation, désormais devenue culte, fait l'objet d'un documentaire réalisé par Stefan Streker et produit par Rodrigo Beenkens.